# Leonardo David
Leonardo David (ur. 27 września 1960 – zm. 26 lutego 1985 r.) – włoski narciarz alpejski. Nie startował na żadnych igrzyskach olimpijskich ani mistrzostwach świata. Najlepsze wyniki w Pucharze Świata osiągnął w sezonie 1978/1979, kiedy to zajął 11. miejsce w klasyfikacji generalnej.
David uległ poważnemu wypadkowi 3 marca 1979 r. podczas zawodów Pucharu Świata w amerykańskim Lake Placid. W wyniku upadku zapadł w śpiączkę. Zmarł 5 lat później na niewydolność serca spowodowaną upadkiem.

## Sukcesy

### Puchar Świata

#### Miejsca w klasyfikacji generalnej
- 1978/1979 – 11.

#### Miejsca na podium
1. Schladming – 9 grudnia 1978 (gigant) – 3. miejsce
2. Kranjska Gora – 21 grudnia 1978 (slalom) – 3. miejsce
3. Jasná – 5 lutego 1979 (slalom) – 2. miejsce
4. Oslo – 7 lutego 1979 (slalom) – 1. miejsce